# Carmelo missionario secolare
Il Carmelo missionario secolare (in spagnolo Carmelo Misionero Seglar, sigla C.M.S.) è un'associazione internazionale di fedeli di diritto pontificio.

## Storia
Le origini dell'associazione risalgno all'iniziativa di Morelia Suárez che nel 1987 propose alle suore carmelitane missionarie di Medellín di affiancare all'istituto una branca laica. Nel 1988 il capitolo generale della congregazione accolse favorevolmente la proposta e promosse la creazione di gruppi di fedeli laici in tutti i paesi dove era presente.
Il Pontificio consiglio per i laici riconobbe il Carmelo missionario secolare come associazione internazionale di fedeli di diritto pontificio il 20 marzo 1996.

## Attività e diffusione
La spiritualità dell'associazione è quella propria del carmelitano scalzo Francisco Palau y Quer, predicatore, direttore spirituale e catechista. I membri svolgono attività di apostolato, sia in gruppo che individualmente, cercando di rispondere con azioni concrete alle necessità del prossimo, soprattutto dei più emarginati.
I membri sono organizzati in gruppi autonomi e la loro azione è animata da una giunta direttiva costituita da un coordinatore, un segretario,
un tesoriere e uno o due membri nominati dai gruppi. La superiora generale delle suore carmelitane missionarie è garante ultima dell'associazione.
L'associazione conta circa 500 membri ed è presente in 12 nazioni. La sede centrale dell'associazione è in via del Casaletto, a Roma.